# Amphideutopus heteruropus
Amphideutopus heteruropus är en kräftdjursart. Amphideutopus heteruropus ingår i släktet Amphideutopus och familjen Aoridae. Inga underarter finns listade i Catalogue of Life.